# Miquel Villalonga Pons
Miquel Villalonga Pons.(Palma, 1899-Bunyola, 1946) Escriptor i militar.

## Formació i carrera militar
Va residir a Maó i La Corunya, degut a les destinacions del seu pare, general d'artilleria. Era germà de Llorenç Villalonga. Tornà a Mallorca, on aviat demostrà una gran afecció cap a la lectura. Estudià a l'Acadèmia d'Infanteria de Toledo i obtingué (1920) la graduació d'alferes. Després d'una breu destinació a Maó, participà com a voluntari a la Guerra d'Àfrica (1921-23), integrant el Batalló de Voluntaris de Ceuta. Tornà a Mallorca, però el 1924 partí de nou cap a Ceuta, on hi romangué fins a 1925. El 1927, va ascendir a capità, encara que el 1931, emparant-se en les reformes de Manuel Azaña, abandonà l'exèrcit.

## Periodista i ideòleg del feixisme
A partir d'aquest moment, començà la seva tasca com a articulista a "El Dia" -amb el pseudònim de Kim-. Hi publicà una sèrie d'articles de tema militar, amb el títol de "El problema del Ejército" (1931) i "Notas para la historia del Ejército" (1933). Durant la Segona República, mantengué una actitud obertament oposada al règim. Al començament va adoptar un llenguatge monàrquic i liberal, però a partir de 1934 es va convertir en l'ideòleg més important del feixisme a Mallorca. Durant el franquisme, tot i que no milità mai en la Falange, exercí una tasca important com a ideòleg del "Movimiento Nacional". Damià Ferrà-Ponç s'ha referit als orígens socials i a la condició militar de Miquel Villalonga com a factors claus que podrien explicar l'aïllament i l'evolució política.

## El conspirador
L'any 1934, Miquel Villalonga va fundar amb el seu germà Llorenç la revista "Brisas". De fet, amb el seu germà Llorenç dugué a terme una forta campanya contra els intel·lectuals mallorquins que ell considerava propensos al catalanisme. Villalonga conspirà dins els cercles militars i participà activament en la revolta del 19 de juliol de 1936 amb el grau de capità. Això no obstant, no intervingué en el front de Manacor. L'octubre de 1936, la seva formació intel·lectual el portà a dirigir el Gabinet de premsa, ràdio i censura de la Comandància Militar, càrrec mitjançant el qual va fer algunes campanyes anticatalanistes, entre d'altres. El març de 1937 s'incorporà per voluntat pròpia al font de Nord i hi va caure malalt. El 20 de juny d'aquell any fou hospitalitzat a causa d'un reuma articular que li havia engalavernat els genolls. L'octubre següent la malaltia es va agreujar i l'instal·laren a l'Hospital de Burgos. Al cap d'un temps es va traslladar a Mallorca. L'any 1939 fou sotmès a una intervenció quirúrgica a Barcelona, sense èxit. L'1 de gener de 1940 es va recloure a la casa pairal de Bunyola, on fou assistit pel seu ajudant Higinio Blanco. A partir d'aquell moment, i ja retirat de la vida pública, intensificà les col·laboracions periodístiques en les publicacions "El Español", "Vértice", "Fantasía", "Aquí estamos", "Solidaridad Nacional", "Baleares", "El Dia" i "La Estafeta Literària".
| « | España no ha muerto (El Día, 26-VII-36) (...) Intelectuales: vuestra responsabilidad en el mometo presente es enorme. Ved lo que habéis hecho en España. Ved lo que ha sido preciso hacer para rescatarla de vuestros sofismas. Que la reflexión os ilumine en estos días de prueba. No sé acumular ahora los reproches y advertencias que durante cinco años de mentida libertad impedístes que os dirigiera. Pudo uno de vosotros escribir en maravilloso estilo, aquella frase blasfema de que España había muerto. Y ya lo veis: España vive. Intelectuales: rendíos a la razón de la evidencia ... Si vuestro racionalismo os impedía creer y soñar, admitid, siquiera experimentalmente, esta realidad vital de nuestra patria (...) | » |

| « | La captación de las masas (El Día, 20-X-36) (...) Quienes profesamos los principios antidemocráticos por creer que el Mando debe residir en la jerarquía de los mejores y no en la irresponsabilidad anónima del sufragio universal, al admitir la idea jerárquica, proclamamos, implícitamente, la necesidad de contar con todos los componentes sociales, incluso con las masas proletarias. Pues sin estos elementos, la idea de jerarquía desaparece, como desaparecería en un ejército que estuviese compuestos exclusivamente por generales (...) | » |

## L'escriptor
Amb relació a la literatura, publicà en castellà la novel·la "Miss Giacomini" (1934) a la revista "Brisas" -on col·laborà assíduament-, amb el pseudònim Kim. Miss Giacomini és considerada com una novel·la excel·lent i ha gaudit i gaudeix d'una gran popularitat. El 1941, l'obra fou editada en forma de llibre. Hi fa una caricatura de la societat mallorquina a partir d'un fet real: la commoció que causaren a Mallorca les actuacions de la funàmbula la Bella Geraldine. El diari "Baleares" en va publicar una traducció catalana a cura de Miquel Arbona que va començar a aparèixer el llegendari 20 de novembre de 1975. Entre 1942-43 publicà en fulletons a "El Español" la novel·la "El tonto discreto", que, el 1943, s'edità com a llibre. El 1944, escrigué en col·laboració amb el seu germà Llorenç, l'assaig "Chateaubriand, el vizconde romántico" (1944). Pòstumament, aparegué "Autobiografía" (1947), publicada (1945-46) parcialment a "La Estafeta Literaria" i "Vacaciones de Semana Santa" (1936).

## El crític literari
Els anys de la postguerra els articles polítics varen cedir el pas a la crítica literària. Respecte a la producció de la postguerra, l'esmentat Damià Ferrà-Ponç comenta que, tot i créixer, quantitativament -escriví gairebé un article diari- no implica cap guany qualitatiu: "Existeix l'articulista exigent i irònic, però acuradament limitat a les coordenades culturals del règim". Les seves col·laboracions a la premsa traspassaren l'àmbit illenc. Col·laborà en "El Español" i a "Vértice", publicacions de la premsa del Moviment. Alhora, també publicà algunes narracions a "Baleares", a "Aquí estamos", a "Fantasía" ("Absurdity Hotel", "Fiesta mayor" ...) i a "La Estafeta Literaria" on publicà l'Autobiografía després d'una penosa recerca editorial. Aleshores, la paràlisi progressiva l'havia afectat fins al punt que hagué d'esser Llorenç qui s'encarregà d'enllestir-la.

## Els darrers anys
Els darrers anys de la vida de Miquel Villalonga varen esser tenyits per la soledat i l'amargura, tot i que gaudí de l'admiració dels joves escriptors falangistes. La derrota de l'Eix començava a produir efecte. Miguel Villalonga va morir el 7 de juny de 1946 a Bunyola. L'any 1983 ha estat reeditada a Madrid l'Autobiografía amb un ressò que permet parlar de la recuperació, si no del descobriment, de Miquel Villalonga com a escriptor.